# Elatostema whitfordii
Elatostema whitfordii es una especie de planta del género Elatostema, perteneciente a la familia Urticaceae.

## Taxonomía
Elatostema whitfordii fue descrita por Elmer Drew Merrill en 1906.

## Distribución
Se encuentra en el territorio de Filipinas.